# Radoši kod Višnjana
Radoši kod Višnjana is een plaats in de gemeente Višnjan in de Kroatische provincie Istrië. De plaats telt 32 inwoners (2001).